# Ōmi
Ōmi (近江国?, Ōmi no kuni) è una vecchia provincia del Giappone compresa nell'odierna prefettura di Shiga. La prefettura circonda completamente il lago Biwa, che a sua volta veniva chiamato Omi. Nelle provincia vi era una delle stazioni principali della via del Tokaido.

Mappa delle province giapponesi con la provincia di Omi evidenziata

L'antica capitale si trovava vicino a Otsu che era una delle principali città castello. Durante il periodo Sengoku la parte settentrionale della provincia era un feudo di Ishida Mitsunari, un avversario di Tokugawa Ieyasu nella battaglia di Sekigahara, sebbene egli trascorresse la maggior parte del suo tempo al castello di Osaka amministrando i feudi del giovane figlio di Toyotomi Hideyoshi. Dopo la sconfitta di Ishida, Tokugawa conferì il feudo ai suoi alleati del clan Ii, che costruirono la città e il castello di Hikone sopra le rovine di Sawayama.

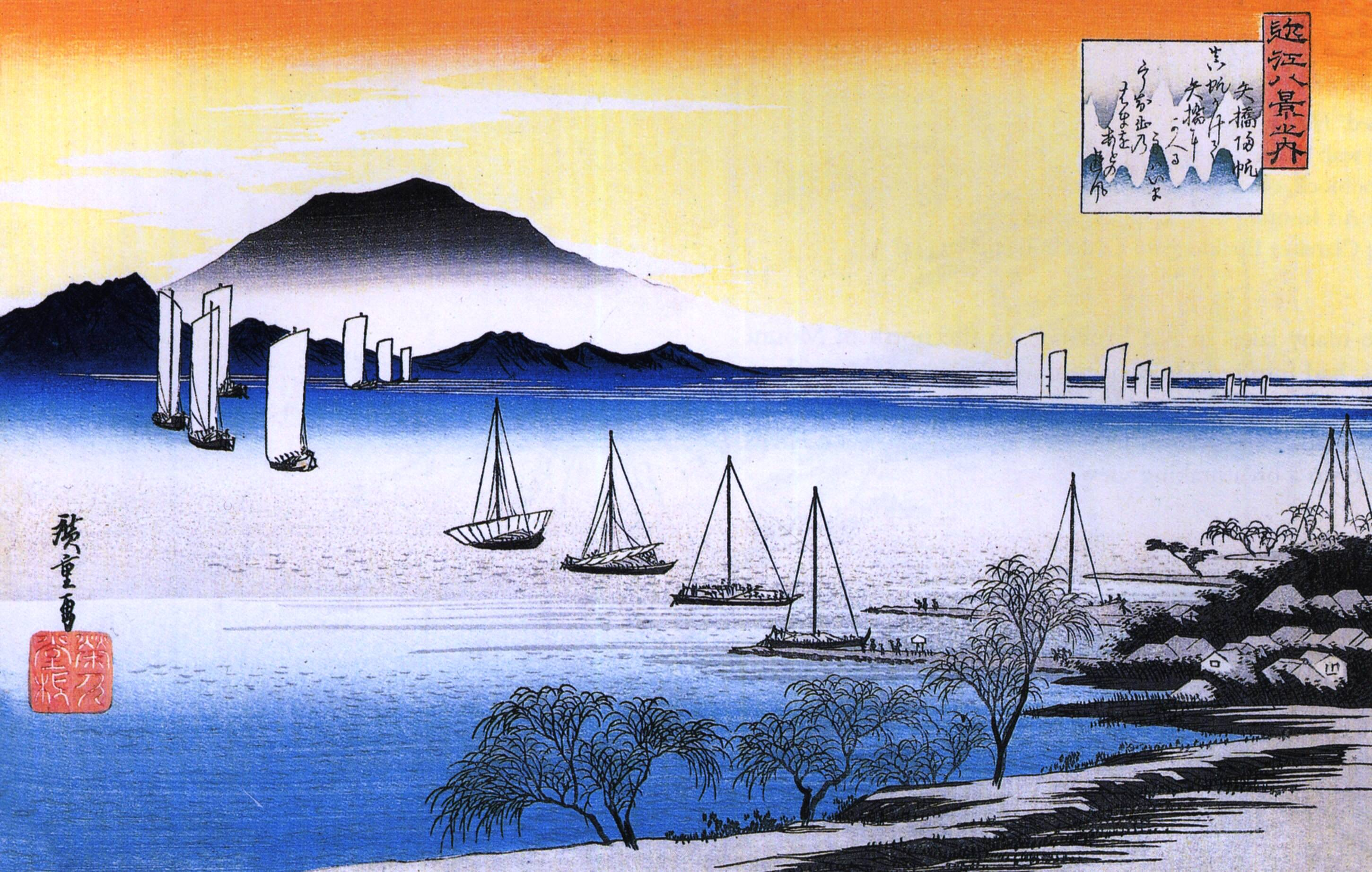
Un ukiyo-e di Hiroshige che illustra le barche a vela a Yahashi, uno degli Otto panorami di Omi